# دایتو، اوساکا
دایتو در استان اوساکا در کشور ژاپن  واقع شده است  که دارای جمعیت ۱۲۵٬۸۴۷ نفر و مساحت ۱۸٫۲۷ کیلومتر مربع با تراکم جمعیت ۶٬۸۸۸  نفر در کیلومترمربع است و در تاریخ ۱ آوریل ۱۹۵۶ به عنوان شهر شناخته شد.